# Skarptjärnen (Los socken, Hälsingland, 685624-145512)
Skarptjärnen är en sjö i Ljusdals kommun i Hälsingland och ingår i Ljusnans huvudavrinningsområde.